# Parafia Przemienienia Pańskiego i św. Andrzeja Boboli w Rudnie
Parafia Przemienienia Pańskiego i św. Andrzeja Boboli w Rudnie – parafia rzymskokatolicka w Rudnie podlegająca dekanatowi komarowskiemu.
Parafia erygowana w 1919 roku przy kościele wybudowanym w latach 1816–1818 jako cerkiew unicka, a w 1874 roku zamienionym na cerkiew prawosławną i rekoncyliowanym w 1915 roku przez kapelana wojsk austriackich. Kościół wraz ze starszą od niego dzwonnicą i cmentarzem parafialnym został w 1966 roku wpisany do rejestru zabytków.
Do parafii należą wierni z Rudna.